# Thế Tổ miếu (Hoàng thành Huế)
Thế Tổ miếu (世祖廟) thường gọi là Thế miếu (世廟) tọa lạc ở góc tây nam bên trong Hoàng thành Huế, là nơi thờ các vị vua triều Nguyễn. Đây là nơi triều đình đến cúng tế các vị vua quá cố, nữ giới trong triều (kể cả hoàng hậu) không được đến tham dự các cuộc lễ này.

## Xây dựng
Nguyên ở nơi này trước kia là miếu thờ ông Nguyễn Phúc Côn, thân sinh vua Gia Long gọi là tòa Hoàng Khảo miếu. Đến năm Minh Mạng thứ 2 (1821), Hoàng Khảo miếu được dời lùi về phía bắc khoảng 50 mét để dành vị trí xây tòa Thế Tổ miếu thờ vua Gia Long và hoàng hậu. Miếu được xây dựng trong 2 năm (1821-1822), ban đầu chỉ dành để thờ Thế Tổ Cao hoàng đế (vì thế mới có tên gọi Thế Tổ miếu), nhưng về sau trở thành nơi thờ tất cả các vị vua của triều Nguyễn.

## Kiến trúc

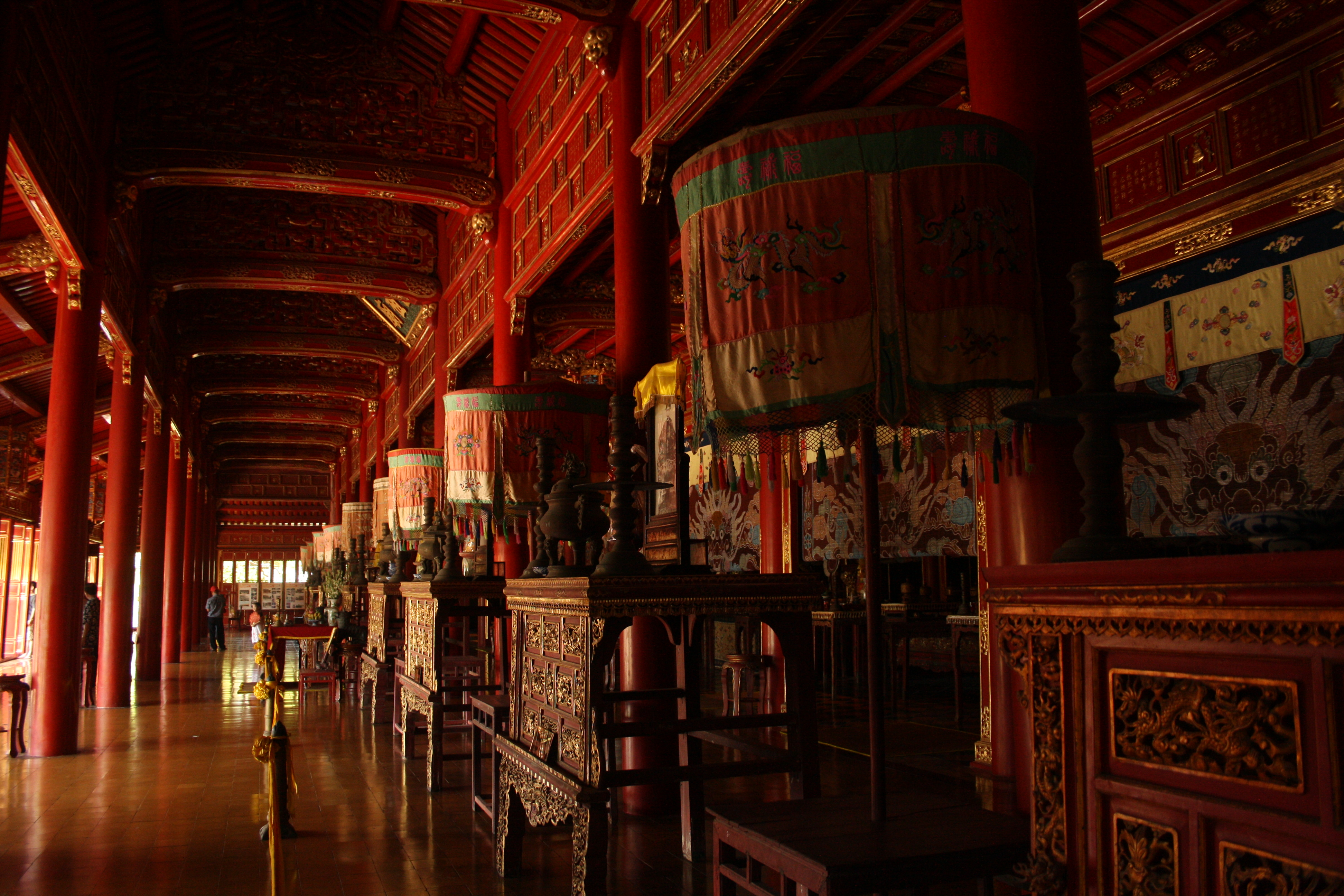
Bên trong Thế Miếu

Khuôn viên của Thế Tổ miếu có hình chữ nhật, diện tích khoảng trên 2ha, chiếm đến 1/18 diện tích toàn bộ các khu vực bên trong Hoàng thành và Tử Cấm thành. Thế Tổ miếu là một công trình kiến trúc gỗ rất lớn được xây theo lối "trùng thiềm điệp ốc" đặt trên nền cao gần 1 m. Bình diện mặt nền hình chữ nhật (54,60 m × 27,70 m), diện tích 1500 m². Nhà chính có 9 gian và 2 chái kép, nhà trước có 11 gian và 2 chái đơn, nối liền nhau bằng vì vỏ cua chạm trổ rất tinh tế. Mái được lợp ngói hoàng lưu ly với đỉnh nóc gắn liền thái cực bằng pháp lam rực rỡ. Bên trong khuôn viên ngoài tòa Thế Tổ miếu là công trình chính còn có thêm các công trình khác như Thổ công từ, Cửu đỉnh, Hiển Lâm các, Canh Y điện, Tả tùng tự, Hữu tùng tự.

## Các án thờ vua Nguyễn

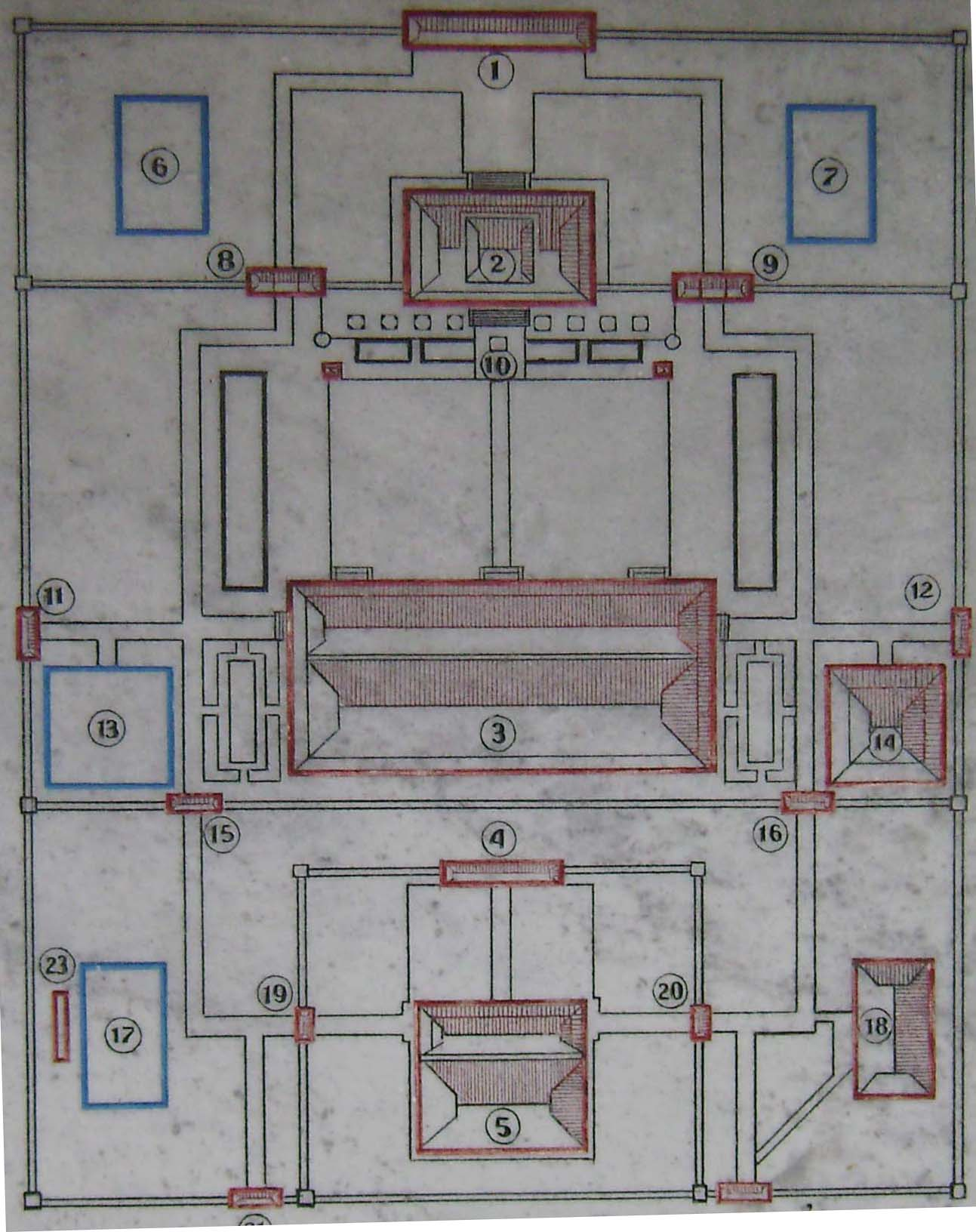
Sơ đồ khu vực các miếu thờ trong Hoàng thành Huế 1. Miếu môn 2. Hiển Lâm các 3. Thế Tổ miếu 4. Miếu môn 5. Hưng Tổ miếu 6. Tả Tùng tự 7. Hữu Tùng tự 8. Tuấn Liệt môn 9. Sùng Công môn 10. Cửu Đỉnh 11. Khải Dịch môn 12. Sùng Thành môn 13. Điện Canh Y 14. Thổ công từ 15. Hiển Hựu môn 16. Đốc Hựu môn 17. Thần Khố 18. Thần Trù 19. Chương Khánh môn 20. Dục Khánh môn 21. Trí Tường môn 22. Ứng Tường môn 23. Bia đá

Bên trong miếu, ngoài án thờ vua Gia Long và 2 hoàng hậu đặt ở gian giữa, các án thờ của các vị vua còn lại đều theo nguyên tắc "tả chiêu, hữu mục" để sắp đặt. Tuy nhiên, theo gia pháp của họ Nguyễn, các vị vua bị coi là "xuất đế" và "phế đế" đều không được thờ trong tòa miếu này, do đó, trước năm 1958, bên trong Thế Tổ Miếu chỉ có 7 án thờ của các vị vua dưới đây:
1. Án thờ Thế Tổ Cao hoàng đế (vua Gia Long) và hai Hoàng hậu Thừa Thiên, Thuận Thiên ở gian chính giữa.
2. Án thờ Thánh Tổ Nhân hoàng đế (vua Minh Mạng) và Hoàng hậu Tá Thiên ở gian tả nhất (gian thứ nhất bên trái, tính từ gian giữa).
3. Án thờ Hiến Tổ Chương hoàng đế (vua Thiệu Trị) và Hoàng hậu Nghi Thiên ở gian hữu nhất (gian thứ nhất bên phải, tính từ gian giữa).
4. Án thờ Dực Tông Anh hoàng đế (vua Tự Đức) và Hoàng hậu Lệ Thiên ở gian tả nhị (gian thứ hai bên trái).
5. Án thờ Giản Tông Nghị hoàng đế (vua Kiến Phúc) ở gian hữu nhị (gian thứ hai bên phải).
6. Án thờ Cảnh Tông Thuần hoàng đế (vua Đồng Khánh) và Hoàng hậu Phụ Thiên ở gian tả tam (gian thứ ba bên trái).
7. Án thờ Hoằng Tông Tuyên hoàng đế (vua Khải Định) và Đoan Huy hoàng thái hậu ở gian hữu tam (gian thứ ba bên phải).

Đến tháng 10 năm 1958, án thờ 3 vị vua chống Pháp vốn bị liệt vào hàng "xuất đế" không được thờ trong Thế Tổ miếu là Hàm Nghi, Thành Thái và Duy Tân đã được Hội đồng Nguyễn Phúc tộc rước vào thờ ở Thế Tổ miếu. Hiện nay án thờ vua Hàm Nghi được đặt ở gian tả tứ (gian thứ tư bên trái). Án thờ vua Thành Thái đặt ở gian tả ngũ (gian thứ năm bên trái), còn án thờ vua Duy Tân đặt ở gian hữu tứ (gian thứ tư bên phải). Còn các án thờ Cung Tông Huệ hoàng đế (vua Dục Đức), Hiệp Hòa và Bảo Đại đến nay vẫn chưa có mặt trong Thế Tổ miếu.

## Ngoại thất

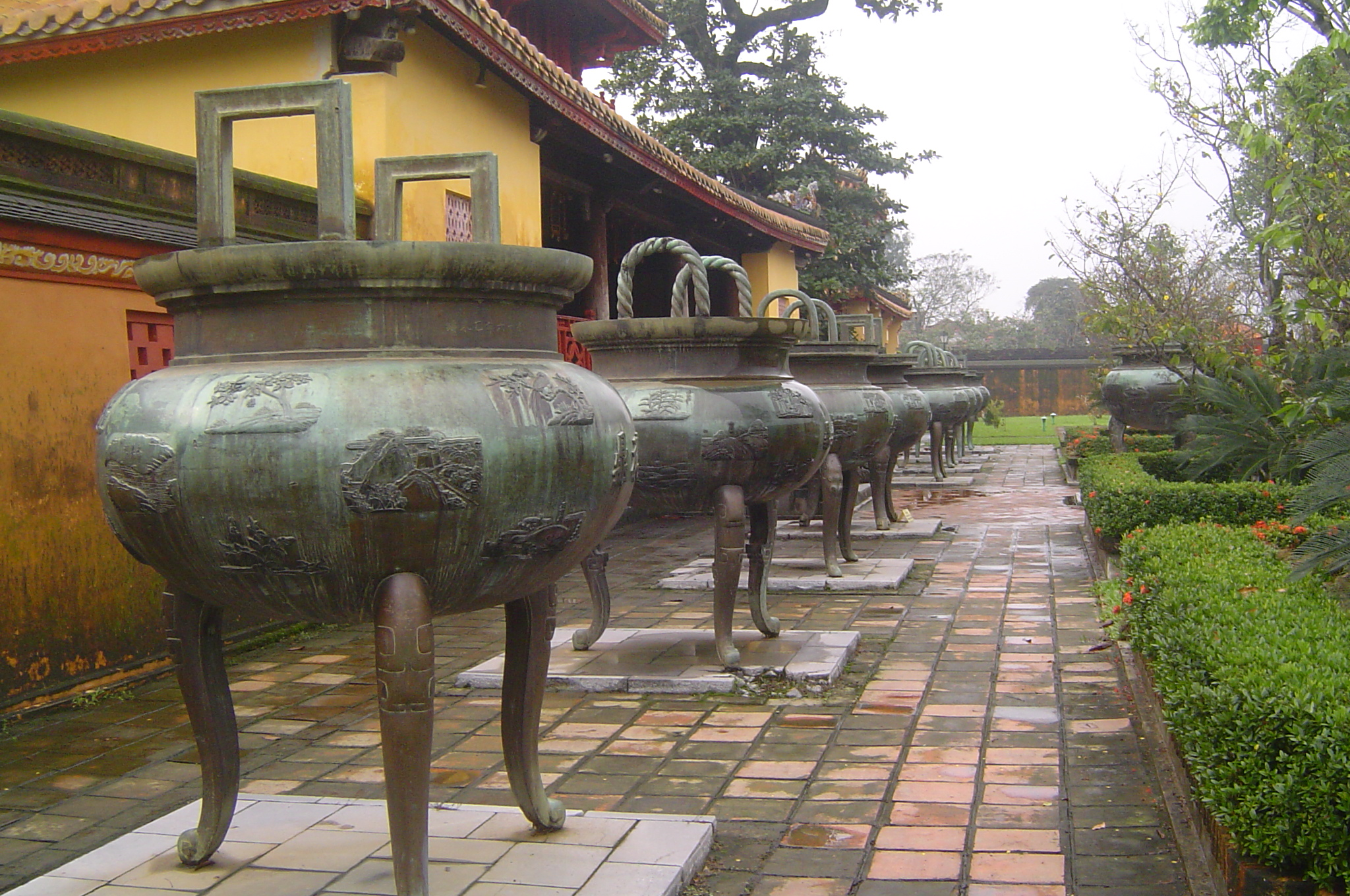
Cửu đỉnh

Bên ngoài Thế Tổ miếu, trước mặt là một khoảnh sân rộng lát gạch Bát Tràng. Trên sân đặt 1 hàng 14 chiếc đôn đá, bên trên đặt các chậu sứ trồng hoa. Hai bên sân lại có một đôi kỳ lân bằng đồng đứng trong thiết đình. Cuối sân là chín chiếc đỉnh đồng to lớn, tức Cửu đỉnh, đặt thẳng hàng với 9 gian thờ trong miếu. 
Tiếp theo là Hiển Lâm các, 3 tầng cao vút, hai bên có lầu chuông, lầu trống nối liền với gác bằng một bờ tường gạch.
Bên dưới lầu chuông, lầu trống trổ 2 cửa, Tuấn Liệt môn (bên trái) và Sùng Công môn (bên phải).
Bên ngoài bờ tường này có 2 miếu nhỏ cũng được gọi là Tả Tùng tự và Hữu Tùng tự thờ các công thần, thân huân thời Nguyễn.
Thổ công từ và Canh Y điện là những tòa nhà hình vuông nằm đối xứng với nhau theo chiều đông - tây của Thế Tổ miếu. Điện Canh Y nằm ở phía đông hiện chỉ là phế tích.
Ở sát thần phía tây của miếu còn có một cây thông cổ thụ, có hình dáng uốn lượn rất đẹp, tương truyền được trồng từ khi dựng Thế Tổ miếu.

## Các công thần được phối thờ
1. Thái sư Hoài quốc công Võ Tánh (1768(?) - 1801)
2. Thái tử Thái sư Ninh Hòa quận công Ngô Tùng Châu (? - 1801)
3. Thái bảo Lâm Thao quận công Châu Văn Tiếp (? - 1784)
4. Thái bảo Bình Giang quận công Võ Di Nguy (? - 1801)
5. Thái phó Đoan Hùng quận công Nguyễn Văn Trương (? - 1810)
6. Thái phó Tiên Hưng quận công Phạm Văn Nhân (?-1815)
7. Thái phó Kiến Xương quận công Nguyễn Huỳnh Đức (? - 1819)
8. Thái tử Thái sư Tuân Nghĩa hầu Tống Phước Đạm (? - 1794)
9. Thiếu bảo Duy Tiên hầu Nguyễn Văn Mẫn (?-1789)
10. Thiếu phó Phụ Dực hầu Đỗ Văn Hựu (?-1789)
11. Thái bảo Kinh Môn quận công Nguyễn Văn Nhơn (? - 1822)
12. Thái phó Khoái Châu quận công Nguyễn Đức Xuyên (? - 1824)
13. Thái sư Tuy Thạnh quận công Trương Đăng Quế (1793 - 1865)